# 渡辺由夏
渡辺 由夏（わたなべ ゆうか、1981年5月7日 - ）は神奈川県出身の元女子バスケットボール選手である。ポジションはセンターフォワード。180cm。ニックネームは「サラ」。

## 人物

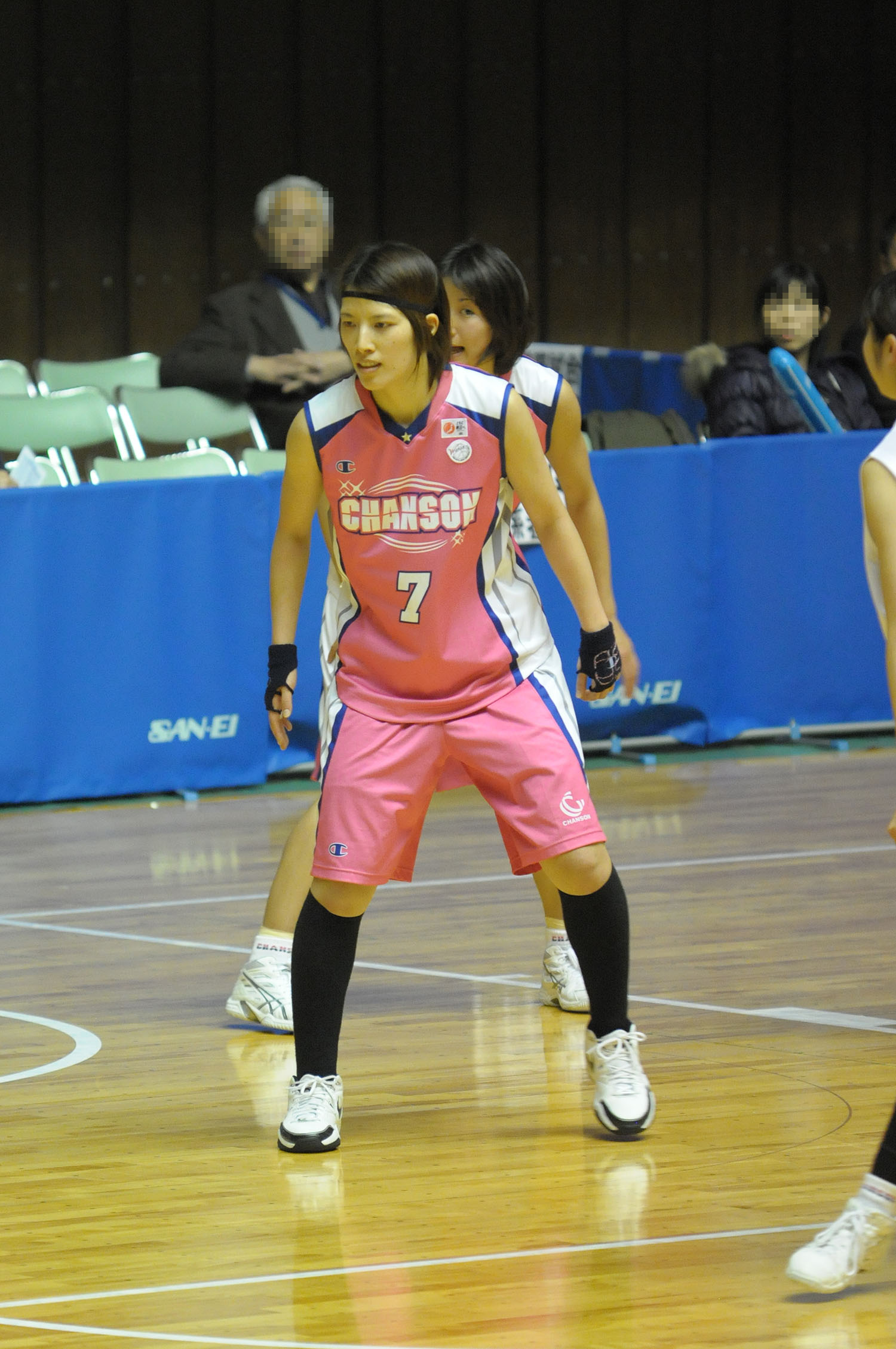
現役時代

桜花学園高校で全国タイトルを獲得し、卒業後、シャンソン化粧品に入社。
ルーキーシーズンより三冠に貢献し、シャンソン黄金時代を支えた。
2006年ドーハアジア大会及び2007年アジア選手権の日本代表にも選ばれる。
だが、負傷のため2004-05シーズンはマネージャーに転じ、手術を敢行。翌シーズン選手復帰。
2007-08シーズンはシャンソンの主将を務める。2009年アジア選手権で代表復帰。
2015年引退。引退後は母校桜花学園バスケットボール部のアシスタントコーチを務める。

## 経歴
- 桜花学園高校 - シャンソン化粧品（2000年〜2015年）

## 参照
1. ↑  http://www.basketball-zine.com/interhigh/%E6%A1%9C%E8%8A%B1%E5%AD%A6%E5%9C%92